# Domenica Gomes
 (août 2023).
Domenica Gomes, de son nom complet Domenica Karina Gonçalves Gomes, née le 6 mars 1996 à Mogi das Cruzes, au Brésil, est une joueuse professionnelle brésilienne de basket-ball qui évolue actuellement en France. 

## Biographie
Domenica Gomes commence sa carrière de basket-ball à l'âge de six ans à Sesi-Guarulhos. Avec un excellent entraîneur, elle commence à comprendre les règles du basket et à évoluer. À l'âge de douze ans, elle quitte le centre de formation de Guarulhos pour suivre son évolution au sein du club d'ADC Bradesco, anciennement Finasa. Dans le nouveau centre d'entraînement, elle commence à se démarquer dans des compétitions telles que le championnat régional de São Paulo (Paulista). Au fil des ans, Domenica Lombardy évolue au sein des sélections de jeunes brésiliennes. Puis elle est choisie comme la meilleure athlète de son âge pour participer et représenter le Brésil dans un camp en Turquie. Domenica Lombardy gagne des titres avec la sélection brésilienne, médaille d'argent du championnat des Amériques des moins de 16 ans en 2011 et aussi avec son équipe de São Paulo, remportant le championnat d'Amérique du Sud des clubs 2014. Mais sa carrière doit être interrompue pendant quelques mois car les blessures sont arrivées. Elle doit se faire opérer des ligaments croisés du genou où elle met six mois pour se rétablir. Puis elle est de nouveau blessée au ménisque du même genou. Après toutes ses blessures et récupérations, la carrière de Domenica a commencé à décoller. Elle est championne d'Amérique du Sud en 2014 avec Sport Recife et a joué en LBF CAIXA pour Uninassau América lors de la saison 2014-2015, en participant à huit matches de l'équipe qui termine deuxième du championnat. Elle est ensuite parti pour les États-Unis où elle joue pendant deux saisons (2016-2018) pour l'équipe du college de Northwest College, dans le Wyoming. Elle joue également en Espagne en 2018, défendant les couleurs de Lanzarote Conejeros des îles Canaries. Pour la saison 2020, elle revient au Brésil pour signer avec l'équipe de Sodiê Doces / LSB RJ pour une autre saison dans la LBF CAIXA, le championnat du Brésil. Pour la saison 2020-2021, elle décidera de vivre une nouvelle expérience en France dans l'équipe de la JS Marzy évoluant en NF3. La saison 2021-2022, elle décide de monter d'un échelon et de signer avec Brives en NF2.